# Netent
NetEnt (bis 2015 Net Entertainment) ist ein Softwareentwickler im Bereich Online‐Glücksspiel mit Sitz in Stockholm. Das Unternehmen gehört dem Glücksspielunternehmen Evolution AB.

## Geschichte
Das Unternehmen wurde 1996 gegründet und wird seit 2007 an der Stockholmer Börse gehandelt. Seit Mai 2018 ist Therese Hillmann CEO von NetEnt. Die von NetEnt entwickelte Spielsoftware wird von internationalen Online-Casinos verwendet. Das Haupttätigkeitsfeld von NetEnt sind Online‐Spielautomaten.
2020 kündigte Evolution AB die Übernahme von NetEnt an. Diese wurde noch im selben Jahr vollzogen. Trotz der Übernahme agiert die Marke weiterhin eigenständig unter dem Evolution-Dach.

## Standorte
Der Hauptsitz von NetEnt befindet sich in Stockholm. Nach der Gründung ist das Unternehmen schnell gewachsen, so dass bis zur Übernahme durch Evolution AB über 1000 Mitarbeiter bei NetEnt arbeiteten. Neuere Zahlen, allein für NetEnt, liegen nicht vor. Sie verfügen über Standorte in Schweden, Polen, Malta, Ukraine, Gibraltar und den USA.

## Produkte
Zu den in Deutschland bekanntesten Produkten von NetEnt gehören die Online Slots Starburst, Gonzo's Quest, Dead or Alive und der Jackpot Slot Mega Fortune.
NetEnt gehört neben Microgaming zu den führenden Entwicklern im Bereich der Virtual Reality Spielautomaten.